# 1185. grenadirski polk (Wehrmacht)
1185. grenadirski polk (izvirno nemško 1185. Grenadier-Regiment; kratica 1185. GR) je bil pehotni polk Heera v času druge svetovne vojne.

## Zgodovina
Polk je bil ustanovljen 26. avgusta 1944 kot sestavni del 575. ljudskogrenadirske divizije; še v času oblikovanja so polk preimenovali v 982. grenadirski polk.